# NO Belmonte (G-24)
O NO Belmonte (G-24) (ex G-10) foi um navio oficina pertencente a Marinha do Brasil. Belmonte foi o quarto navio brasileiro a ostentar esse nome na Marinha do Brasil. Teve sua quilha batida no dia 23 de novembro de 1944 em Baltimore, Maryland, Estados Unidos. Originalmente da Marinha dos Estados Unidos sob o nome de USS Helios (ARB-12), foi transferido para a Marinha do Brasil em 1962 e comprado em definitivo em 1978. O motivo do empréstimo foi a disponibilidade do navio na Área de Fundeio de Navios Inativos da Frota, em Green Cove, Flórida.
Durante seus anos de serviço na Marinha do Brasil, participou de diversas operações como UNITAS VII, SPRINGBOARD 69 e VERITAS II. Apesar de ser, oficialmente, considerado como um navio oficina, o Belmonte era considerado um navio multi-função. O Ministério da Marinha colocou o Belmonte como um dos navios inesquecíveis pertencentes ao Brasil. Segundo eles, o Belmonte merece este lugar "por ter sido incansável, durante vários anos (1962-1997), em sua tarefa singular de prover reparos aos navios da esquadra". O Belmonte foi aposentado em 1997 e afundado durante a Operação MISSEX-02 como alvo em 19 de março de 2002.

## Características gerais
Belmonte possuía 99,97 metros de comprimento, 15,24 metros de boca e 3,41 metros de calado. Seu deslocamento, quando vazio era de 1 781 toneladas, 2 030 toneladas normalmente e 3 960 toneladas a plena carga. O armamento consistia em oito canhões Bofors L/60 de quarenta milímetros, em dois reparos quádruplos.

## Histórico de serviço

### Marinha dos Estados Unidos
O Belmonte, originalmente USS Helios (ARB-12), foi um navio operado pela Marinha dos Estados Unidos e teve sua quilha batida em 23 de novembro de 1944 em Seneca, Illinóis, sendo lançado e incorporado à Marinha Americana no ano seguinte. Sua utilização na Marinha Americana foi por pouco tempo sendo retirado de serviço após seis meses de atividade. Ele ficou ancorado e sem uso por dezessete anos, quando foi emprestado à Marinha do Brasil. A compra em definitivo foi feita no ano de 1978, sendo renomeado para NO Belmonte (G-10) e, posteriormente, NO Belmonte (G-24).

### Marinha do Brasil

#### Operações em 1966-1969
O Belmonte em 1966 participou da Operação UNITAS VII, sua primeira operação conjunta, que foi composta por navios brasileiros, uruguaios e americanos.
Em 6 de fevereiro de 1969, o Belmonte partiu do Rio de Janeiro para participar das Operações SPRINGBOARD 69 e VERITAS II, feitas em conjunto com a Marinha Americana no Caribe. Retornou ao Rio de Janeiro no dia 29 de março do mesmo ano.

#### Operações em 1977-1980
O Belmonte participou em 1977 da Operação DRAGÃO XIII no litoral sul da Bahia. Também participaram da operação alguns outros navios brasileiros, além de unidades do Corpo de Fuzileiros Navais e da Força Aérea Brasileira. Em 28 de dezembro, a embarcação foi adquirida em definitivo pela Marinha do Brasil.
Em 29 de setembro de 1980, participou de um exercício de docagem no DFlu Afonso Pena (G-25). Em novembro do mesmo ano, fez parte da Operação DRAGÃO XVI na praia dos Lençóis no sul da Bahia. Onde atuaram o 1° Batalhão de Infantaria de Fuzileiros Navais (Batalhão Riachuelo), o 2º Batalhão de Infantaria de Fuzileiros Navais (Batalhão Humaitá) e o 3° Batalhão de Infantaria de Fuzileiros Navais (Batalhão Paissandu), além de navios brasileiros.

#### Operações em 1981-1982
De 2 de agosto a 23 de agosto de 1981, participou da Operação UNITAS XXII na costa norte e nordeste do Brasil. Comandada por Wilson Mourão dos Santos, a operação tinha a participação de vários navios brasileiros, americanos e venezuelanos.
Em novembro do mesmo ano, participou da Operação DRAGÃO XVII, no Espírito Santo. A operação foi conduzida por navios e contou com o apoio de unidades da aeronáutica e dos fuzileiros navais.
Participou da Operação DRAGÃO XVIII em setembro de 1982, nas águas do nordeste brasileiro. A operação contou com navios brasileiros e a participação fuzileiros navais.

#### Operações em 1984
Em janeiro de 1984, esteve presente da Operação ASPIRANTEX 84, a operação foi realizada na costa nordeste do Brasil.
De 16 a 30 de setembro do mesmo ano, ele participou da Operação DRAGÃO XX em Porto Seguro na Bahia. A operação tinha como nau-capitânia o NAeL Minas Gerais (A-11). Além dele, a operação contava com muitos outros navio, unidades dos fuzileiros navais, da aeronáutica, da infantaria e dos blindados.

#### Operações em 1985
Em janeiro de 1985, participou da Operação TROPICALEX I/85, realizada no litoral do estado de São Paulo e Pernambuco. A operação estava sob o comando de Bernard David Blower e contava com a participação e alguns navios brasileiros. Durante sua realização, a operação aportou em Recife, Cabedelo, Maceió, Salvador, Vitória e Santos.
Durante abril e maio do mesmo ano, participou da Operação TEMPEREX I/85 entre a costa do Rio de Janeiro e São Paulo. A frota da operação era composta por duas fragatas, por quatro contratorpedeiros, e por um navio tanque.
De 1 a 17 de dezembro do mesmo ano, participou da Operação PINGÜIM, entre o Rio de Janeiro e Rio Grande. A Força-tarefa era capitaneada pelo porta-aviões NAeL Minas Gerais (A-11)  e era composta por quatro fragatas, por sete contratorpedeiros, por dois submarinos e por um navio tanque. Uma força-tarefa da Força Aérea Brasileira (FAB) também participou da operação. Durante a operação, o Belmonte participou das comemorações do dia do marinheiro.

#### Operações em 1987-1995
Após muitos anos de serviço, Belmonte passou por um período de docagem e reparos no começo de 1987. Terminado esse período, voltou a ativa participando, no mesmo ano, da Operação ADEREX II/87. A operação estava sob o comando de Milton Marciano e tinha uma frota composta por quatro contratorpedeiros. Ele visitou o porto de Vitória durante a operação e passou por mais reparos e ajustes.
Em dezembro do mesmo ano, participou da Operação DRAGÃO XXIII. Comandada por Mário Cesar Flores, a operação possuía uma força-tarefa capitaneada pelo porta-aviões NAeL Minas Gerais (A-11) e era composta por cinco fragatas, sete contratorpedeiros, dois navios de transporte, por dois navios de desembarque de carros de combate, pelo submarino S Riachuelo (S-22), e por três embarcações de desembarque geral.
Em janeiro de 1995, participou de sua penúltima operação, a Operação ASPIRANTEX/95. A força-tarefa da operação era capitaneada pelo porta-aviões NAeL Minas Gerais (A-11), e contava com a participação de quatro fragatas e cinco contratorpedeiros. A operação esteve em Santos e Vitória.
De 24 de abril a 16 de maio do mesmo ano, participou de sua última operação, a Operação ADEREX-I/95. A operação foi realizada na área marítima entre os estados de São Paulo, Rio de Janeiro e Espírito Santo e contava com a participação de cinco contratorpedeiros, de duas corvetas, e do submarino S Tupi (S-30).

### Baixa do serviço ativo
O Belmonte deixou o serviço ativo em 1997. No ano de 2002, durante a Operação MISSEX-02 o navio foi rebocado e levado para mar aberto e no dia 19 ele foi utilizado como alvo e afundado pelos navios CT Pará, CT Pernambuco, F Dodsworth e F Rademaker ao largo do Rio de Janeiro. O navio foi listado em 2011 como um dos navios inesquecíveis e memoráveis da Marinha do Brasil, o Belmonte mereceu este lugar "por ter sido incansável, durante vários anos (1962-1997), em sua tarefa singular de prover reparos aos navios da esquadra".